# 日比麻音子
日比 麻音子（ひび まおこ、1993年7月5日 - ）は、TBSテレビのアナウンサー。

## 来歴
東京都大田区の出身で、幼稚園へ通っていた時期に大阪府での生活、幼少期に『おかあさんといっしょ』（NHK総合・教育）への出演を経験。本人は「おばあちゃんっ子」であることを自認していて、悩み事を抱えるたびにアドバイスを求めるほど、実の祖母から多大な影響を受けているという。名前の「麻音子」も祖母から付けられていて、「麻の布のようにまっすぐ育ちながら、音楽を愛でる子になって欲しい」との思いが込められている。
保健体育の教師である実母 の勧めで横浜雙葉小学校へ入学すると、内部進学で横浜雙葉中学校・高等学校にも在籍。幼稚園への在園中から高校3年の大学受験の直前までピアノ演奏のレッスンを受けていたほか、小学校5・6年時には、校内の吹奏楽部でユーフォニアムを演奏していた。その一方で、中学校・高校在学中には、校内の演劇部で活動。部内では、脚本の執筆や大道具の製作を主に任されていた。
『王様のブランチ』で新作映画の紹介企画を長年担当しているLiLiCoが洋画の主演俳優へのインタビューに英語で臨んでいる姿へ憧れていることや、実母の影響で英語教師を志していたことなどを背景に、青山学院大学文学部英米文学科へ進学。大学でも演劇部での活動を検討していたが、実際には学内のESSに入って、3年時（2014年）から副部長を務めた。大学1年時（2012年）にオックスフォード大学への短期留学を経験したほか、3年時に「第48回東京国際大学・ウィラメット大学杯学生英語弁論大会」で優勝している。同大在学中に中学校・高等学校の教諭1種免許を取得したが、3年時にESSの活動でNHKワールド JAPANのスタジオを見学したことなどがきっかけで、アナウンサーになることを本格的に志すようになった。3年時には、学内の「ミス青山コンテスト2014」へ参加していた。本人が後に述懐したところによれば、「女子校である横浜雙葉学園で学んでいた頃から自己愛が低く、『女性は女性らしくあれ』という世間の価値観に馴染めず、メイクやファッションに対する興味も薄かった。それでも、『自分を磨くことの大切さを理解したり、自己愛を高めたりできるかも知れない』と思いながら、祖母に背中を押される格好で参加を決めた」という。実際には、このコンテストで「2014 準ミス青山学院大学」に選ばれたことをきっかけに、芸能プロダクションの「スプラウト」へ所属。その後の就職活動では「アナウンサーだけにこだわらず、放送以外の業界での職業も視野に入れていた」とのことだが、TBSテレビのアナウンサー試験を受けた際には、同局で制作している『王様のブランチ』を「（採用されたら）担当したい番組」に挙げた。
TBSテレビへの入社が内定してからは、TBSホールディングスの主催で2000年から東京で年に1回開かれている短編映像の国際映画祭であるTBS DigiCon6の「DigiCon ASIA」運営事務局で、アルバイトスタッフとして英訳などの事務に従事した。なお、「TBS DigiCon6」にはTBSテレビへの入社後も深く関与し、受賞作品の上映会・「JAPAN Awards」（日本国内からの応募作品に対する授賞式）の司会、BS-TBSで放送される関連番組の進行役・ナレーターにとどまらず、応募作品の一次審査にも携わっている。
大学卒業後の2016年4月1日付で、アナウンサーとして正式に入社。同期のアナウンサーは伊東楓（2021年2月28日付で退社）と山本恵里伽で、入社式では、新入社員を代表して英語で挨拶した。2016年8月19日の『ジェーン・スー 生活は踊る』（TBSラジオ）内の天気予報で、伊東・山本と共に「初鳴き」（番組デビュー）を経験。同年の10月改編から『はやドキ!』と『Nスタ』（平日版）へのレギュラー出演を始めた。以降、報道・バラエティ・スポーツなど分野を問わず、幅広く出演をしている。
TBSラジオ制作の生ワイド番組では、2017年度の下半期のナイターオフ番組、『THE FROGMAN SHOW A.I.共存ラジオ好奇心家族』の金曜日にアシスタントとして出演。2018年度以降は、『アフター6ジャンクション』（『アトロク』→『アトロク2』）の曜日パートナーを務めている。
第26回参議院議員通常選挙の投・開票日（2022年7月10日）には、国政選挙開票特別番組の司会を、『開票ライブ!参院選2022』（JRN・TBSラジオ報道特別番組）で初めて担当した。
スポーツ関連では、2021年11月28日開催のクイーンズ駅伝2021（第41回全日本実業団対抗女子駅伝）テレビ中継で、第2中継所の実況担当としてスポーツ中継の実況デビュー。TBSのアナウンサーから駅伝中継の実況を任された女性は、日比が初めてである。翌年のクイーンズ駅伝（2022年11月27日）では、「TBSが制作する駅伝中継では初めて」という女性アナウンサーだけの中継所実況を、本人は第1・第4中継所を担当し後輩アナウンサーの篠原梨菜・佐々木舞音とのリレー方式で行った。駅伝のテレビ中継における中継所の実況については、2023年以降のクイーンズ駅伝でも続けていて、「予選会」に当たるプリンセス駅伝でも2024年から担当している。
『Nスタ』では2023年1月6日から、月・火曜日のニュースプレゼンターと並行しながら「金曜キャスター」として井上貴博とともに金曜日の「総合司会」を担当。2023年3月27日から1年間は井上に代わってホラン千秋とともに月・火曜日の「総合司会」も任されていたが、2024年の4月改編（3月29日）以降は、レギュラーの出演日を金曜日に限ったうえで「メインキャスター」を単独で担当。
また、英語話者の著名人やアスリートに対して、英語でのインタビューを単独で任されることがある。以下に例を示す。
- 2018年7月にはトム・クルーズ[35]に対して（『アトロク』で放送）
- 2020年・2022年の「ニューイヤー駅伝」での外国人選手に対して
- 2020年11月には、クリスティアーノ・ロナウドに対して（リモート方式・『あさチャン!』で放送　参考）。
- 2022年7月　リオネル・メッシ、ネイマール、キリアン・エムバペへのインタビュー[36][37]。なお、3人揃ってのインタビューは「世界で初めて」とされる。
- 2023年12月 ティモシー・シャラメ[38]（Nスタで放送　参考）

趣味は散歩、音楽・演劇やコントなどの舞台作品・映画や新旧のテレビドラマなどを含む映像作品の鑑賞、国内外の美術館巡り。「青山学院大学へ進んでから距離を置いていた演劇への熱が、『アトロク』の出演日で高校演劇特集が放送されるようになったことを機に再燃した」とのことで、美術館を巡る際に「鑑賞した作品のポストカードを3枚だけ購入する」というルール（「3枚ルール」）を自主的に課していることも公表している。
ビールを初めとする飲酒を好んでいることを、TBSテレビへの入社直後からたびたび公言。「折に触れて酒席を共にしている」という山本恵里伽が「量の日比、度数の恵里伽」と形容するほどの飲みっぷりが、『アトロク』『Nスタ』内の企画や、「TBS（テレビ）アナウンサー」という肩書での社外活動にも発展している。同局公式サイト内の「アナウンサー名鑑」で公開しているプロフィールにも、「つまみをお供にビールを飲むことが好き」という情報が、本人の希望で2021年から加えられた。2023年10月からはTBSテレビの現職アナウンサーから初めて大衆酒場での飲酒を伴うBS-TBSのロケ番組『おんな酒場放浪記』に「酒場おんな」（リポーター）としてレギュラーで出演。第4週を除く火曜日に『アトロク』のリニューアル版である『アフター6ジャンクション2』のパートナーを務める。

## 現在の出演番組

### 地上波テレビ
- Nスタ
  - 月・火曜日のコーナー担当：2016年10月 - 2017年3月　
  - 日曜版のスポーツキャスター：2017年4月 - 2018年9月
  - 月・火曜日のニュースプレゼンター：2021年10月4日 - 2023年3月21日[注 4]
  - 金曜日のMC（番組の全般にわたる進行役）
    - 「金曜キャスター」（ホラン千秋と共同で担当）：2023年1月6日 - 2023年3月24日
    - 「総合司会」（井上貴博と共同で担当）：2023年4月1日 - 2024年3月22日
    - 「メインキャスター」（単独で担当）：2024年3月29日 - [34]

  - 月・火曜日の総合司会（ホラン千秋とのコンビで担当）：2023年3月27日 - 2024年3月19日[注 5]
    - 平日版では、月・火曜日で「日刊中吊りニュース」と「N天」（天気予報、いずれもTBSと一部ネット局でのみ放送）を担当した後に、2021年10月4日から「ニュースプレゼンター」として両曜日への出演を再開。JNNの全国ニュースパートにも、日曜版からの降板以来2年振りにレギュラーで登場していた。
    - 『ひるおび』のアシスタントを務めていた2022年7月8日（金曜日）には、午前中に奈良市内で発生した安倍晋三銃撃事件の第一報を（TBSテレビの番組では最も早く）同番組午後枠の冒頭で伝えた後に、安倍晋三の死亡が確認されたことを受けて急遽編成された『JNN報道特別番組』（『Nスタ』の平日版と『news23』をベースに19:00 - 23:45[注 6][50]で生放送）へ出演[51]。
    - 2022年1月からは、前年まで経験していなかったメインキャスターを、代理として通算で7日間担当[注 7][52]。本人曰く、「メインキャスターの代演を通じて『人間』としての意識が変わった」とのことで、「（情報の）『伝え手』としての欲が初めて湧いた」という[53]。
    - 2023年1月からの3ヶ月間は、月・火曜日のニュースプレゼンターと並行しながら、「金曜キャスター」として金曜日にホラン千秋（アミューズに所属するフリーアナウンサー）とのコンビでメインキャスターをレギュラーで担当。TBS→TBSテレビの制作で平日の夕方にJNN全国ネットで放送されるニュース番組において、メインキャスターを女性のコンビが全編を通じてレギュラーで担うこと[注 8]は、金曜以外の曜日を含めても初めてである。なお、「金曜キャスター」への就任後も、水・金曜日以外の平日版を井上が休演した場合にはホランとのコンビでメインキャスターを代行していた[注 9]。
    - 2023年3月27日からの平日版リニューアルを機に、「金曜キャスター」という肩書が外れる一方で、「総合司会」として月・火・金曜日に出演。月・火曜日ではホラン、金曜日では井上とのコンビでメインキャスターを務めた[33]ほか、起用の当初は「日比麻音子のデリシャスキッチン　goes well with beer」（「ビールを提供している飲食店で、ビールに合う料理の作り方を学んだ後に、ビールを飲みながらその料理を試食する」という趣旨で関東ローカルパートの第3部に不定期で編成されていたロケ企画）のリポーターを兼務していた。その一方で、井上とホランのコンビで進行している水・木曜日でいずれか一方のキャスターが休演した場合にも、メインキャスターを随時代行[注 10]。日曜版にも、後述する「1.5℃の約束」キャンペーンに関する取材リポートを兼ねた進行役として、2023年10月29日放送分の『Nスタ　気候変動スペシャル』で5年振りに出演している。
    - 2024年3月25日からの平日版再リニューアルに伴って、月・火曜日におけるメインキャスターの担当と、自身の出演日における井上／ホランとの共同進行体制を同月22日（金曜日）までに終了。再リニューアル後は、井上・ホランとの同格扱いを維持したまま、金曜日のメインキャスターを3月29日放送分から単独で続けている[34]。
      - TBS→TBSテレビの制作で平日の夕方にJNN全国ネットで放送されるニュース番組において、同局の現職女性アナウンサーがメインキャスターを単独で定期的に任されることは、再リニューアル後の金曜日における日比が初めてである。実際には山内あゆ・南波雅俊（いずれも先輩アナウンサーで放送上の肩書は「ニュースプレゼンター」）と共に「金曜日のメインアナウンサー」と扱われていて、放送の時間帯に応じて少なくとも1名と共同で進行している[注 11]。第3部向けの行楽ロケ企画でも他の「メインアナウンサー」と共演することがある一方で、金曜以外の平日には、基本としてスタジオへ出演していない。
- オオカミ少年（アシスタント） 
  - 特別番組として不定期で放送を再開した2020年から、浜田雅功（ダウンタウン）のアシスタントを担当。2021年4月から復活したレギュラー版（第2期）にも出演している。
  - レギュラー版では2021年12月3日放送分まで[54]、オオカミの両耳をかたどったカチューシャを頭に着用[55]。第2期では金曜日（主に19時台）の放送に向けて隔週ペースでスタジオパートを収録している[6] ため、生放送番組の『ひるおび』へ毎週金曜日に出演していた時期（2021年10月 - 2022年12月）も、『Nスタ』（TBSテレビ＝関東地方における前枠番組）金曜キャスターへの就任後（2023年1月以降）もこのパートのアシスタントを任されている。
  - 「年の差ヒットバトル　ハマダ歌謡祭」が主体の構成へ移行した2022年末以降の放送では、自身より年下の共演者（第2期の開始当初からレギュラーで出演しているSixTONESの田中樹など）から「日比姉」（ひびねえ）と呼ばれるシーンが相次いでいる。また、スタジオでの進行と並行しながら、浜田と共に「歌ってつなげ!年の差名曲メドレー」へ随時参加。その際にあいみょんの楽曲をよく歌っていることから、「日比みょん」（ひびみょん）という愛称も付けられている（当該項で詳述）。
- 王様のブランチ（隔週土曜日、2021年10月9日 - ）
  - 詳細は前述。2021年4月から野村彩也子と交互に進行役を務めていた宇賀神メグ（いずれも後輩アナウンサー）が、『あさチャン!』からの続投扱いで同年10月1日から『THE TIME,』（後継番組）の進行キャスターへ事実上専念することに伴うレギュラー出演で、宇賀神の担当分を継承した。
  - 『Nスタ』金曜キャスターへの就任（2023年1月）後も、『Nスタ』月・火・金曜分の「総合司会」への昇格（同年4月改編）後も隔週での出演を継続。2023年10月からは、後輩アナウンサーの若林有子（野村の後任）と交互に担当している。
- ムビきゅん（2021年2月18日から毎月最終木曜日未明に関東ローカルで放送中の映画情報番組） - ナレーター
- スポーツ中継・関連番組
  - クイーンズ駅伝（全日本実業団対抗女子駅伝）中継
    - 第39回（2019年）・第40回（2020年）大会での沿道リポートを経て、第41回（2021年）以降の大会で中継所の実況を担当。第41回・第42回（2022年）の大会前日には、テレビ中継のPRを兼ねて、増田明美（総括解説担当）と共に『サタデーウォッチン!』（大会主催社の1つである東北放送が宮城ローカル向けに当時制作していた生放送番組）へゲストで出演していた[注 12]。

  - プリンセス駅伝（全日本実業団対抗女子駅伝予選会）中継
    - 第7回（2020年）・第8回（2022年）大会で、進行（スタート・ゴール地点のリポート）と、出場チームの選手や監督へのインタビューを担当。第10回（2024年）大会では、クイーンズ駅伝に続いて、女性アナウンサーだけの中継所実況（他のアナウンサーは佐々木・御手洗菜々）の一翼を担っていた（自身は第1・第5中継所を担当）。
- 不定期で出演しているレギュラー編成番組
  - S☆1
    - 『報道特集』・『Nスタ』日曜版のスポーツキャスターを務めていた時期から、レギュラーでキャスターを務めている同僚の女性アナウンサーがスタジオへ出演できない場合に、キャスター代理を随時担当。
    - 2022年7月23日深夜の土曜版と翌週（31日深夜）の日曜版では、同月の「PSG JAPAN TOUR」期間中に収録したリオネル・メッシ、ネイマール、キリアン・エムバペへのインタビュー映像を放送。23日深夜の土曜版では、番組内の『JNN NEWS』でも臨時でキャスターを務めた。

  - OAを見た後に…語らナイト（2024年4月20日から毎週土曜日→日曜日の未明に放送中の30分番組）
    - TBSテレビが制作している連続ドラマから1つの作品を、同局の現職アナウンサーが1話分鑑賞したうえで、その作品のPRを兼ねて「パジャマトーク」を展開する番組。放送上は、山本恵里伽がナレーションをほぼ毎回担当する一方で、同性のアナウンサーから3名が週替わり（または2週連続）で「パジャマトーク」に参加している。自身は、『くるり〜誰が私と恋をした?〜』を取り上げた第1回（当時は青森テレビとの2局ネットで放送）に、後輩アナウンサーの佐々木・吉村恵里子と揃って出演。
    - TBS・青森テレビ・あいテレビとの3局ネットで放送されていた時期（2024年5 - 9月）には、同年6月29日未明放送分から6回連続で登場。4回目（7月20未明日放送分）まで（山本恵里伽を含む）同僚アナウンサーと「パジャマトーク」に参加していた一方で、『さっちゃん、僕は。』のメインキャストから3名が「パジャマトーク」に臨んでいた5回目（7月27日未明放送分の「特別編」）には、インタビュアーに相当する役割で収録に同席していた。また、6回目（8月17日未明放送分）には、2022年1月から委嘱されている「『ハリー・ポッターと呪いの子』東京公演のTBS応援大使」としての活動の一環で出演。

  - ジョブチューン アノ職業のヒミツぶっちゃけます!（2024年8月17日の「3時間スペシャル」から進行を担当）
    - 2023年9月まで山本里菜がレギュラーで担当していたが、翌10月にTBSテレビを退社してからは、同局の女性アナウンサーから1名が交互に進行している。自身は、2024年パリオリンピック閉幕の直後（同年8月17日）に編成されている「東京ディズニーリゾート のお仕事のこだわり 全部見せちゃいますスペシャル」（開幕前に収録）で初登場。
- 定期的に放送される特別番組
  - キングオブコント（2020年 - 、決勝の生放送で進行を担当）
    - 第10回（2017年）から第12回（2019年）までの大会で準決勝（未放送）の会場MCをあべこうじとのコンビで務めた後に、浜田雅功が第1回（2008年）からMCに名を連ねている決勝の進行を、第13回大会から担当[56]。第16回の決勝（『キングオブコント2023』として2023年10月21日の「お笑いの日2023」内で生中継）では、浜田が悪態を繰り返すにつれて緊迫感が増していた会場の雰囲気を、当意即妙の一言で笑いに変えるほどの進行が関係者や視聴者の大きな反響を呼んだ[57]。

  - オールスター感謝祭
    - 2020年秋（10月3日）放送分で、スタジオアシスタントとして初参加[58]。恒例企画の1つである「赤坂5丁目ミニマラソン」が同年初頭からのCOVID-19流行の影響で番組史上初めて東京ドイツ村で開催された2021年春（3月27日）放送分[59]からは、 「ミニマラソン」のスタート地点のリポーターとスターターを、2022年春（3月26日）放送分まで3回にわたって任されていた。
    - 2023年4月8日（土曜日）には、『王様のブランチ』で進行を担当した後に、『Nスタ』平日版リニューアル（前述）のPRを兼ねた記念企画の一環で「赤坂5丁目ミニマラソン」（2020年秋以来3年半振りに「2023年春」の生放送中に開催）へ初めて「出場」。リニューアル後のキャスター陣を代表して井上貴博と揃って参加した[60]ところ、レースの序盤で一時先頭に立った末に完走した[61]。2023年の秋（10月14日）放送分では、関東ローカル向けの告知枠にのみ、南後杏子（同年入社のアナウンサー）・ウエストランドと揃って生中継で出演[注 13]。

  - 究極の男は誰だ!?最強スポーツ男子頂上決戦（リポーター）
    - 出場選手へのインタビューを、同僚の女性アナウンサー（2023年は皆川玲奈・2024年は御手洗）と分担。

  - お笑いアカデミー賞（進行）
    - ダウンタウンのMCで2021年から12月の第4土曜日に全国ネットで放送されている特別番組で、第1回から出演。ダウンタウンが揃ってMCを務めるレギュラー番組では、『水曜日のダウンタウン』でもロケ企画の進行を随時担当している。

  - 報道の日（情報プレゼンター）
    - 『Nスタ』のキャスター陣を代表して、平日版のメインキャスターに加わった2023年（12月30日放送分）から進行を担当。

2023年からは、TBS放送センターNスタジオ（『Nスタ』向けのセット）からの生放送による1月1日（元日）早朝の特別番組（同年は『Nスタ特別編～開運!初日の出スペシャル』→2024年は『開運!絶景!初日の出スペシャル』）の司会も単独で任されている。
2024年1月1日（月曜日）には『開運!絶景!初日の出スペシャル』を7:30まで進行していたが、本番終了後の16:10頃に能登半島地震が発生。この事態を受けてTBSテレビが『JNN報道特別番組』を16:15頃から急遽編成したため、当時『Nスタ』金曜分のメインキャスターだった日比と井上貴博は、18:00以降4時間にわたってNスタジオから『JNN報道特別番組』へ出演した。さらに、日比は1月7日（日曜日）から10日（水曜日）まで、被害がとりわけ大きかった能登地方で『Nスタ』向けの取材と生中継リポートに従事（当該項で詳述）。
この他にも、NHKと「民放」（放送対象地域が関東広域圏である地上波民放テレビ5局）の共同制作による『1.5℃の約束　いますぐ動こう、気温上昇を止めるために。』（NHK総合テレビで年に1回放送される全国向けの特別番組）に、「TBSテレビの代表」として2023年から出演（詳細後述）。

### BS放送
BS-TBS限定で放送される番組のみ記載。
- おんな酒場放浪記（2023年10月6日放送分から「酒場おんな」の1人としてレギュラー出演） 
  - BS-TBSが2023年3月27日 - 4月1日の期間を「よいの日WEEK」に設定していたことを背景に、1時間（23:00 - 翌0:00）の放送枠を設定していた同年3月31日の「よいの日スペシャル」に、「緊急参戦」と銘打って砂町銀座商店街（東京都江戸川区）界隈のロケで初登場。近隣（南砂町）で営業している大衆酒場でのロケ中には、ビールジョッキになみなみと注がれる生ビールや赤ワインなどを、自分で注文したばかりかすべて飲み干していた。このような「飲みっぷり」に対する関係者や視聴者からの反響は大きく、「よいの日スペシャル」向けに収録されていた上記のロケ映像が、（（新旧のロケ映像を3 - 4本組み合わせた）レギュラー放送枠や（1本のロケ映像で構成している単独番組扱いの）再放送枠でも繰り返し流れている[63]。
  - 2019年1月18日 - 2020年11月20日放送分に「酒場おんな」としてレギュラーで出演した後に、出産や育児を優先すべく新録のロケから遠ざかっていた弓木春奈（気象予報士）の卒業が正式に決まったことを受けて、弓木の後任扱いで2023年10月からレギュラー出演[49]。母体番組に当たる『吉田類の酒場放浪記』でも、『吉田類の年またぎ酒場放浪記』（大晦日の夜から元日の未明にかけて編成されている特別番組）において、「年またぎ酒場」（営業中の大衆酒場に吉田類を迎えての収録パート）の進行を2023年度（2023年12月31日 - 2024年1月1日）放送分で任されている。

### ラジオ
- 『アフター6ジャンクション』シリーズ（曜日パートナー）
  - 『アフター6ジャンクション』水曜パートナー：2018年4月4日 - 2023年9月27日
    - 放送上は、毎週金曜日の20時台に放送される「アトロク　フューチャー&パスト」（放送週における主な放送内容を同録音源とパートナーのコメントで曜日ごとに振り返るコーナー）にもコメント出演（水・金曜日以外での代演を含めて担当日の本番後に収録）。その一方で、『Nスタ』の金曜キャスターに就任した2023年1月以降も、（月に1 - 2回のペースで放送されることの多い）『オオカミ少年』へのレギュラー出演を続けている。このような事情から、TBSグループにおける金曜日夕方 - 夜間の関東地方（本来の放送対象地域）向け放送では、『Nスタ』『アトロク』への出演と『オオカミ少年』の放送が重なった週に「『Nスタ』から（テレビ・ラジオを通じて）3番組連続で登場」という事態が2023年1月から9月にかけて複数回生じていた[注 14]。
    - 2018年7月18日（水曜日）には、アクション映画『ミッション:インポッシブル/フォールアウト』のジャパンプレミア・イベントが生放送中に東京ミッドタウン日比谷で開催されることを受けて、日本国内のメディア関係者としてはただ1人、会場のレッドカーペット越しからの生中継リポートを担当。「番組からのミッション」であったトム・クルーズ（主演）への独占インタビューばかりか、メインキャストの1人であるサイモン・ペッグへのインタビューも、生放送中に英語で実現させた[64][65][注 15]。2023年8月には、「世界で最も強く尊敬している俳優」というグレタ・ガーウィグが『バービー』（監督を務めた実写映画版）の日本公開に合わせた特別企画の一環で、東京に滞在していたガーウィグへの独占インタビューも敢行[66]。通訳を介して収録された音源が、同月9日（水曜日）に放送されている[67]。その一方で、2021年9月からから2022年1月までは、「LIVE&DIRECT」（19時台前半のライブパフォーマンスコーナー）内の「ARASHI_DJMIX」（嵐が発表した楽曲を1年単位で振り返るリミックス企画として2020年12月から2022年1月まで月に1回放送）で「DJヒーヴィー」[68] というキャラクターに扮していた[69][注 16]。
    - 当時月 - 木曜日の20時台に編成されていた「BEYOND THE CULTURE」（日替わりの特集ゾーン）では、マナーの遵守や体調への配慮を踏まえた「家飲み」「宅飲み」（自宅でのひとり酒）の新たなスタイルを成年のリスナーに提案すべく、スタジオでの飲酒を伴う生放送企画へ宇多丸などと何度も臨んでいた[70]。その際には、マナーに反した飲酒へ警鐘を鳴らす一方で、「バキ酔い」「飲酒は総合文化」[注 17] といった独特のパンチラインを交えながら飲酒への思いの丈などを熱く語っている[71][72][73]。
      - 「バキ酔い」[注 18]というフレーズは、『アトロク』としての放送開始6周年記念企画（2023年度）の一環で提案した公式グッズの名称（当該項で詳述）にも使用。『アトロク』シリーズ以外にも、自身が登場する雑誌の特集企画（詳細後述）[48]や、自身に関する各種メディアの記事などに取り入れられている[74]。

  - 『アフター6ジャンクション2』（第4週を除く）火曜パートナー：2023年10月3日 -
    - 番組のタイトルを変更するだけにとどまらず、『アフター6ジャンクション』では『Nスタ』平日版の一部（18時台のJNN全国ニュースパートおよび関東ローカルパート）と重複していた放送枠（TBSラジオでは基本として月 - 金曜日の18:00 - 21:00）を『Nスタ』本番後の時間帯（月 - 木曜日の22:00 - 23:30）へ移動させるなどのリニューアルを敢行。このリニューアルを機に、出演の曜日を（カレンダーで4週目に当たる）第4週を除く火曜日に変更したうえで、（当時火曜日のメインキャスターを毎週務めていた）『Nスタ』の本番後に出演することになった。なお、飲酒を伴う『アフター6ジャンクション』時代の企画は、『アフター6ジャンクション2』への移行後も自身が出演する日の「BEYOND THE CULTURE」（22時台）で随時生放送。
      - 『アフター6ジャンクション2』への移行後は、（カレンダーで4週目に当たる）第4週の火曜日に山本匠晃（『アフター6ジャンクション』の金曜パートナーだった先輩アナウンサー）をパートナーに充てているが、火曜日が5日にわたる月（2024年1月など）には日比が第5週（5週目の火曜日）にもパートナーも務めている。ただし、2024年6月25日は「第4週の火曜日」で山本がパートナーを担当していたにもかかわらず、日比も「BEYOND THE CULTURE」の途中から「飛び入り」同然で23時台の冒頭までスタジオに登場していた。同年の4月改編から火曜日に『Nスタ』へ常時出演しなくなったことや、放送中の飲酒を伴うゲーム企画（「ランダム・カクテル・シェイカーズ」）が当日の「BEYOND THE CULTURE」で組まれていたことによる[75]。
      - 2024年は、水曜日（火曜日の深夜）0時から放送されている『アルコ&ピース D.C.GARAGE』の年越し特番を12月31日（同月第5週の火曜日）の22時から2025年1月1日の1時に編成することに伴い『アフター6ジャンクション2』が全編休止となるため、火曜分のレギュラー出演を12月17日で終了。ただし12月30日（月曜日）の年内最終放送で、この日をもって『アフター6ジャンクション』シリーズのレギュラーパートナーを卒業する宇内梨沙（日比の1年先輩にあたるTBSアナウンサーで、2025年3月にTBSテレビを退職予定）を含めパートナー全員が出演する予定のため、日比もこの日に出演することが告知されている。

### ポッドキャスト
- SDGsジャンクション～地球を笑顔にするRADIO～（案内役）
  - 2022年10月から2023年9月までは、『アフター6ジャンクション』で毎月第3水曜日（2023年3月までは19時台の後半→翌4月からは18時台の後半）にフロート番組[注 19]として内包されていた。『アフター6ジャンクション2』の放送を開始した2023年10月以降は、「TBSラジオPodcast」のコンテンツとして、毎月第3火曜日の同番組本番後から最新回を配信[76]。

### YouTube
- GAME × GAME powered by TBS【ガメガメ。】（不定期）
  - TBSテレビアナウンサーと新規IP開発部内の「eスポーツ研究所」所員を兼務している宇内を中心に運営しているチャンネル。自身は2024年5月から、「カラオケ対決」（罰ゲーム付きのシリーズ）の動画に吉村と揃って出演している。
  - 宇内は『アフター6ジャンクション』シリーズにおけるレギュラーパートナーの1人で、同番組が放送されていた2020年からチャンネルを開設している。もっとも、日比の初出演は2024年5月15日配信分の動画（朝倉未来とのカラオケ対決企画）で、現職のTBSテレビアナウンサーによるレギュラーパートナー陣で最も遅かった。
  - 2024年12月17日配信分の動画では自身による持ち込み企画として、飲酒を交えた食事会・ゲーム企画を実施。そのゲストとして同期の山本が同チャンネルでの初出演を果たしている。

## 過去の出演番組

### TBS入社後

#### 地上波テレビ
- はやドキ!（キャスター）
  - 金曜日担当：2016年10月 - 2016年12月
  - 木曜日担当：2017年1月 - 2017年3月
  - 火曜日担当：2017年4月 - 2017年12月
    - TBSテレビへの入社後に初めて担当したレギュラー番組の一つで、2017年12月にレギュラー出演を終了してからも、不定期で登場することがあった（2018年1月3日放送の『新春スペシャル』など）。
- イベントGO!（2017年2月ほか、不定期でナビゲーターを担当）
- ひるおび
  - コーナープレゼンター：2017年4月 - 2019年3月／2019年10月 - 2020年9月
    - 『あさチャン!』への全曜日出演（後述）を2020年10月に始めるまでは、午後枠「ひるおびハテナ?」のプレゼンターを主に務めていた。2017年4月から9月まで月曜日のみ、2017年10月から2018年3月まで月・火・金曜日、2018年4月から2019年3月まで月・水・金曜日、2019年10月から2020年9月まで月曜日のみ（この期間には午前枠のプレゼンターも）担当。
    - 上記の期間中で自身の出演日に江藤（本来のアシスタント）が休演する場合には、13時台のニュースキャスターを担当しない日に限って、午後枠のアシスタント代理を兼務[77]。『あさチャン!』のキャスターに専念してからも、2020東京オリンピック開催期間中の2021年7月23日（金曜日）・27日（火曜日） に、国立競技場前特設スタジオからの生中継でオリンピック関連コーナーのキャスターを務めた[78]。

  - 金曜日のアシスタント：2021年10月1日 - 2022年12月23日
    - 『Nスタ』金曜キャスターへの異動に伴ってアシスタントを卒業してからも、生中継やロケ企画で折に触れて出演（詳細後述）。

  - 「JNN NEWS」のキャスター
    - 木・金曜日の13時台：2018年10月4日 - 2019年3月29日
    - 水曜日の11時台：2021年10月6日 - 2022年12月28日
      - 江藤が2021年10月1日から『THE TIME,』（『あさチャン!』の後継番組）の木・金曜日で進行キャスターを務めることに伴って、『ひるおび!』（当時の番組タイトル）でのアシスタント担当曜日を全曜日から月 - 水曜日へ変更することを背景に、同日から金曜日のアシスタントとしてレギュラー出演を再開[79]。水曜日にはニュースキャスターとして、2021年の4月改編から出水と上村が隔週交代で出演していた『JNN NEWS』（基本として11時台のみ）を担当していた。
      - 2022年8月以降の金曜日には、『ひるおび』の本編（延べ3時間5分）でアシスタントを担当した後に、『Nスタ』でも全編（関東ローカルパートを含めて3時間11分）にわたってメインキャスターやニュースプレゼンターを代行することが相次いでいた。『Nスタ』の「金曜キャスター」へ正式に起用されたことを受けて、『ひるおび』のアシスタントを、金曜日における2022年の最終放送（12月23日）で卒業。水曜日の『JNN NEWS』については、『ひるおび』内における2022年最後の放送（12月28日）までキャスターを担当した後に、2023年最初の放送（1月4日）から出水がキャスターに復帰している。
- あさチャン!（2019年4月 - 2020年9月にレギュラー出演）
  - 2019年3月までの期間にも、生中継でリポートに赴いたり、スポーツキャスターで先輩アナウンサーの石井大裕に代わってスポーツコーナーを進行したりするなど、祝日や年末年始期間を中心に不定期で登場していた。
  - 2020年4月からは、木・金曜日のスポーツキャスターをレギュラーで担当。同年10月から全曜日（月 - 金曜日）へ出演するようになったことを機に、スポーツコーナーを単独で担当しながら、MC（日本テレビ出身のフリーアナウンサーだった夏目三久）に近い役割で報道系の特集コーナー（同年12月までは「World特派員リポート」「ニュースQ」→2021年1月以降は「ニュース645」）を夏目と共同で進行していた[80]。その一方で、2020東京オリンピックの開会式当日（2021年7月23日）から閉幕翌日（8月9日）までの期間は、第2代国立競技場前か国際放送センター（IBC）内の特設スタジオからの生中継でオリンピック関連のコーナーにのみ出演。
    - 最終回が放送された2021年9月30日（木曜日）をもって夏目が公の活動を終えることから、当日の放送中には、夏目の前で目を潤ませながら「（キャスター席の）お隣で（夏目と）御一緒できたことで、いつも凛としながらニュースに立ち向かっていく姿から、アナウンサーとしても女性としてもたくさんのことを学ばせていただきました。これからもずっと憧れの存在です。ありがとうございました」との言葉で感謝の意を伝えている[81]。
- 報道特集（2017年4月1日 - 2019年5月25日）
  - 基本としてスポーツコーナーだけを担当していたが、スポーツ関連以外のストレートニュースを読むこともあった。
- JNNフラッシュニュース（2018年10月  - 2019年3月、土曜日担当）
  - 『報道特集』スポーツキャスターとの兼務扱いで、年に2回土曜日の夜間に放送される『オールスター感謝祭』内でも2018年秋に担当。2019年3月で土曜日のレギュラー放送枠が廃止されたため、同枠では最後の担当者になった。
- みんなのえいが（2017年4月17日未明（16日深夜） - 2018年3月12日未明（11日深夜））
- トコトン掘り下げ隊!生き物にサンキュー!!（2018年4月4日 - 9月19日） - 最終アシスタント
  - 放送日が水曜日で、関東地区での放送の時間帯が『アフター6ジャンクション』と重なっていた。
  - 動物を取り上げた番組では、2022年12月23日に放送の特別番組『キングオブアニマル』でも進行を担当。
- ゴゴスマ -GO GO!Smile!-（CBCテレビ制作、2018年10月4日 - 2019年3月29日、木・金曜日ニュース担当）
  - TBSや一部の系列局で同時ネットを実施しているニュースコーナー（TBS報道局からの生中継パート）で、前述の『ひるおび!』13時台に続いてキャスターを務めた。2020東京オリンピックの開催期間中の2021年7月23日（金曜日）には、国立競技場前特設スタジオからの生中継で、『ひるおび!』に続いてオリンピック関連のコーナーへ出演。
    - ロシアによるウクライナへの侵攻が始まった2022年2月24日（木曜日）には、TBSテレビ系列の番組では最も早く、オープニングの直後（14:00過ぎ）に侵攻開始の一報をTBSテレビ報道局内のニューススタジオから伝えた。当時は番組内のニュースキャスターから退いていたが、本来木曜日のニュースを担当している上村が北京冬季オリンピック（同月20日閉幕）取材から日本へ帰国後にCOVID-19対策との兼ね合いで同局への出勤を見合わせていたこと（当該項で詳述）を受けて、『ひるおび』内の「JNN NEWS」（前述した11時台・13時台）からニュースキャスターを代行していた。

  - 放送上は2022年1月から、『Nスタ』の平日版で「総合司会」を担当する日に、「きょうの"気になる"60秒」（『ゴゴスマ』と『Nスタ』のスタジオを生中継でつなぐクロスプログラム）へ登場。「60秒」で取り上げるトピックに関するクイズや質問を、他の「総合司会」（ホラン・井上貴博）と石井亮次（『ゴゴスマ』のMC）へ投げ掛けている。
- 消えた天才（2018年10月 - 2019年8月）- レギュラー版で進行を担当
- 立派なお家にピンポンしてみた（2018年10月17日から不定期で放送されていた特別番組） - スタジオ進行と一部の「ピンポン」（豪邸への突撃ロケ）取材を担当
- 有田哲平の夢なら醒めないで「私たちは迷走しています…TBS女子アナスペシャル」（2019年2月5日） 
  - 山本里菜、後輩の良原安美、当時の先輩アナウンサーだった宇垣美里・林みなほと揃ってゲスト出演。当時コーナープレゼンターを務めていた『ひるおび!』のスタジオで、女性の観客を前に生放送で披露していたプレゼンテーションを、アシスタントの大橋未歩（テレビ東京出身のフリーアナウンサー）から高く評価されていた[82]。
- 集団左遷!!（日曜劇場版） -  第4話（2019年5月12日放送分）にカメオ出演
- 安住紳一郎と2019年上半期のTBS（2019年7月6日の深夜に関東ローカルで放送） - 同僚アナウンサーの安住、宇賀神、山形純菜と共に出演
- 上田晋也のニュースな国民会議（2019年9月8日および2020年2月15日・6月6日・10月24日に関東ローカルで生放送） - スタジオ進行を担当
- 国立競技場（第2代）　こけら落としイベント独占中継（2019年12月21日の21:00 - 22:00に生放送） -　司会
- From TBS（曜日を問わず関東ローカルで随時放送、2020年4月1日 - 2022年4月1日） - ナビゲーター
  - TBSテレビの女性アナウンサーからは初めての起用で、当初の予定より長く、2年間にわたって担当[83]。ナビゲーターへの起用と同じタイミングで始まった『TBS新番組プレゼン祭』（教室のセットで複数のアナウンサーが制服姿で新番組を紹介する関東ローカル向けの改編告知番組で年に2 - 3回放送）にも、2021年春（4月放送分）まで「プレゼンター」の1人として出演していた[84]。
    - 日本国内には新型コロナウイルス感染症（COVID-19）の流行が2020年の初頭から始まっていて、ナビゲーターの起用直後には、新型インフルエンザ等対策特別措置法に基づく緊急事態宣言の下で不要不急の外出の自粛が要請されていた。このような事情で（通常実施している）TBS本社内での収録の目途が立たなかったことから、宣言の発出期間中には、自身が出演するシーンの動画を自宅で撮影。本人曰く「スマートフォンでの自撮り」であったが、撮影された動画は後日放送の映像に組み込まれた[83]。
    - 『Nスタ』平日版ニュースプレゼンター担当初日（2021年10月4日）のJNN全国ニュースパートでは、メインキャスターの井上貴博から「今日から番組に加入するのは、『今夜のTBSは』（でお馴染み）のあのアナウンサーです」と紹介されたため、『From TBS』がTBS以外のネット局で一切放送されていないにもかかわらず、「『今夜のTBSは』として放送する場合の（前述した3秒メッセージに続く）コールと仕草を再現したうえで、全国の視聴者に向けて挨拶する」という一幕があった。

  - 放送上は、ナビゲーターを卒業してからも、「ハリー・ポッターと呪いの子」東京公演のTBS応援大使や、TBSの「SDGs大使」としての活動の一環などで随時登場している。
- CDTV ライブ!ライブ!（中継リポーター）
  - 宇内[注 20] と交互に、「出張　ライブ!ライブ!」（生中継企画）の進行を担当。レギュラー化前の2020年3月16日に放送された『 CDTVスペシャル! 卒業ソング音楽祭2020』でも、 森山直太朗出演の生中継パートでリポーターを務めた。月曜日夜間でのレギュラー化後は、12月31日深夜 - 1月1日未明に編成される『年越しスペシャル』にも出演。月曜日に『Nスタ』への出演を再開した2021年10月以降も、「出張　ライブ!ライブ!」の担当に名を連ねていたが、実際に出演する機会は『年越しスペシャル』などでの特別企画に限られていた。実際には同年の『年越しスペシャル』を最後に出演が途絶えていて、TBSテレビが「アナウンサー名鑑」などで公開しているプロフィールでも、2023年4月以降は「担当番組」として扱われていない。
  - レギュラー化後の2020年10月28日に放送された『CDTV特別編 みんな歌える!神プレイリスト音楽祭』では、東野幸治やDAIGO（BREAKERZ）と共に司会を担当。番組発のライブイベントとして2021年から始まった「CDTV ライブ!ライブ!フェスティバル!」（詳細後述）でも、2022年まで進行役を任されていた（2023年からは声優の下野紘が担当）。
  - 生放送の音楽番組では、2001年から年に1 - 2回編成されている『音楽の日』でも、TBSテレビへの入社後に『あさチャン!』とのコラボレーション企画などで生中継を進行している。
- 東大王（2021年4月28日・11月3日、2022年3月16日・11月2日、2023年11月8日）
  - 2022年3月16日放送回には（江藤・宇賀神・田村・バナナマンと共に東京公演の「TBS応援大使」を務めている）「ハリー・ポッターと呪いの子」チーム、それ以外の放送回には「SDGs大使」チームの解答者として収録に参加。いずれも水曜日の放送で、関東地方では放送の時間帯が『アフター6ジャンクション』と重なっていたが、同番組の生放送にも通常どおり出演している。
- 愛のウップン!（進行）
  - 事前収録番組で、『土曜☆ブレイク』（関東ローカル向けの特別番組枠）での第1回放送（2021年10月16日）[85]を経て、2022年3月8日から全国ネット向けの放送へ移行[86]。全国ネット版の第3回放送日（2022年9月7日）は水曜日で、放送枠が20:00 - 21:57に設定されたが、21:00までは生放送番組の『アフター6ジャンクション』にも通常どおりパートナーとして出演している。
- 快答!50面SHOW（アシスタント）
  - TBSでは2021年6月20日から7月25日まで、『日曜グランプリ』枠で関東ローカル向けに6回シリーズで放送。
- チョコプラの超（スーパー）ヒット商品研究所』（チョコレートプラネットのMCでTBSグループの通信販売事業と連動した55分番組）
  - 2021年7月4日の関東ローカル放送を皮切りに（30分の短縮版を含めて）TBSテレビ、系列局、BS-TBSで順次放送された第1回でのみ、スタジオ収録や一部の商品体験ロケを進行。
- ラヴィット!
  - アシスタント代理（2022年2月1 - 3日）
    - 前月（2021年の1月下旬）に判明した新型コロナウイルスへの感染に伴う療養[87][88][89]から復帰した[90]ばかりであったが、本来のアシスタントである田村真子（後輩アナウンサー）にも感染が確認されたことに伴って、生放送のレギュラー番組（1日は『Nスタ』・2日は『JNN NEWS』『アフター6ジャンクション』）への出演と並行しながら代演[91]。MCの川島明（麒麟）も感染に伴う療養で出演を見合わせていたため、代演の期間中は、川島以外のお笑い芸人が日替わりでMCを務めていた[92]。

  - ロケ企画のゲスト（いずれも『Nスタ』担当日の午前中に放送）
    - 「アルピーのお悩みアナウンサー変身計画」（2023年5月9日＝火曜日）
      - 「お悩みゲスト」として、同僚アナウンサーの南波雅俊（放送の時点では『Nスタ』月 - 水曜日のニュースプレゼンター）と揃って出演[93]。ロケに同行した「アルピー」（アルコ&ピース）の平子祐希とは、2023年1月まで進行を担当していた『プチブランチ』でも、火 - 木曜日の放送分でスタジオパートを中心に共演していた。

    - 「EXITのテンションアゲアゲグルメ」（2023年6月2日＝金曜日） - 中村仁美と揃って出演
- プチブランチ（2022年10月3日 - 2023年1月） - 進行
  - 『王様のブランチ』シリーズの関東ローカル向け収録番組で、月 - 木曜日に『ひるおび』の前枠で放送。放送上は、『王様のブランチ』と同じパターンで野村と交互に出演していた。『Nスタ』金曜キャスターへの就任に伴って、2023年の初回（1月4日＝水曜日放送分）で卒業を発表していたが、放送上は同月17日（火曜日）のロケ企画（2022年末に収録）まで登場。
- 情報7daysニュースキャスター（2023年1月7日） 
  - 本来は三谷幸喜（脚本家）とのコンビで司会を務めている安住が、COVID-19への罹患によって2023年1月4日から生放送番組への出演を見合わせていることを受けて、通常は安住が番組の終盤（23時台の前半） にスタジオセットから伝えている『JNN NEWS』をオープニングパートと終盤に担当。1月7日は土曜日で『王様のブランチ』に出演していたが、この日の『ニュースキャスター』（『Nキャス』）では三谷が単独で司会を任されていたため、地震などの「万が一の事態」が『Nキャス』の本番中に生じた場合に三谷に代わって対応することも想定されていた[94][注 21]。
- アッコにおまかせ! - 「おまかせ!コレキテル!?」（話題のスポット・商品・サービスを取り上げるロケ企画）のリポーター
  - 2023年2月19日（羽田エアポートガーデン）：出身地の東京都大田区内で同年1月31日にグランドオープンを迎えたことを踏まえた取材で、英語圏からの利用客に対する英語でのインタビューを交えながら単独で担当。
  - 2023年4月23日（ユニバーサル・スタジオ・ジャパン）：「アッコ」（司会の和田アキ子）のモノマネで知られるMr.シャチホコと共に担当[注 22][95]
- 関東大震災から100年　あす巨大地震が来たら（2023年9月1日の17:50 - 20:00に全国ネットで放送） - ロケリポートの一部を担当
  - 当日は金曜日（防災の日）だが、レギュラーで担当している『オオカミ少年』を休止・『Nスタ』の放送枠を短縮したうえで、全編収録の『JNN報道特別番組』として編成。ホラン千秋がスタジオパートのMCと、日比とは別のロケ企画で避難体験のリポートを担当した。また、関東地方では『Nスタ』に続いて放送された[96]ため、放送上は『オオカミ少年』の放送週と同じく2番組連続で登場。
- 笑える!泣ける!動物スクープ100連発（2019年から年に4回のペースで放送）
  - 初回から同期の伊東→第16回（2021年4月1日放送分）から野村が担当してきた進行役を、第34回（2023年12月28日放送分）[注 23]で引き継いでいた。
- TBS系人気番組対抗 オールスタードッキリ祭（2024年1月7日）
  - 放送時点でのレギュラー番組から、『Nスタ』と『オオカミ少年』がエントリー。『Nスタ』では森田正光（金曜日に共演している気象予報士）が仕掛けた「今夜アナウンサーが変身します」（変身ドッキリ企画）のターゲット、『オオカミ少年』ではおいでやす小田に対する「浜田病欠代打MCドッキリ」の仕掛け人の1人として参加。
- ナレーションに専念していた番組
  - 中居大輔と本田翼と夜な夜なラブ子さん（番組内コーナーの「ラブラブトピックス」のみ担当）
    - 番組の終了後（TBSテレビでは2022年5月27日・6月3日の未明）に放送された派生番組『俺のワタシの極み飯!』でもナレーションを担当。

  - ドキュメンタリー「解放区」第20回「難病と私　萌々花20歳」（TBSテレビでは2022年1月24日の未明に放送） - ナレーター
    - JNN加盟局の一部（毎日放送・中国放送・テレビユー山形・テレビユー福島など）でも同時ネットや時差ネットを実施。
- 「火曜ドラマ」枠で放送された連続ドラマ
  - ユニコーンに乗って 第9話（2022年8月30日） - ニュースキャスター役で出演
  - 夕暮れに、手をつなぐ
    - 第9話（2023年3月14日）：テレビ番組では初めての「音声解説」（音声ガイド）を担当[97][98]
    - 最終話（2023年3月21日）：記者会見の司会者役で出演[99]
- 音楽関連の特別番組
  - 演歌の乱 - 2017年12月9日に全国ネットで放送された第1弾で、先輩アナウンサーの駒田健吾と共に司会を担当[100]。
  - 生放送で満点出せるか100点カラオケ音楽祭
    - 第2回（2020年8月30日）と第3回（2021年1月16日）で、楽屋からの中継リポートを担当（第1回のリポーターは江藤）。タイトルに「生放送」を冠しているが、第3回では放送日が放送の決定後に新型インフルエンザ等対策特別措置法に基づく緊急事態宣言の発出期間中と重なったため、撮って出し方式による収録番組として放送された。

  - 令和3年度　こども音楽コンクール（2022年3月）
    - TBSラジオなどが主催する「こども音楽コンクール」から派生した30分間の収録番組で、参加経験者の1人である青島広志（作曲家）と共に、受賞校の児童たちに対するリモート方式でのインタビューなどを担当。3月11日にBS-TBSから全国向け、同月13日にTBSテレビから関東地方向けに放送された。
    - 自身も、横浜雙葉小学校吹奏楽部の一員として、5年時（平成16年度）と6年時（平成17年度）の「こども音楽コンクール」に東日本Aブロック（TBSラジオが担当する地域の1つ）から参加。審査の過程で他の部員と共に演奏した楽曲が、TBSラジオ版の『こども音楽コンクール』で放送されていた。TBSテレビへ入社してからも、横浜雙葉小学校の吹奏楽部が在籍中と同じ責任教師の下で参加していた東日本Aブロックの演奏会に、「司会」として立ち会ったことがある[10][101]。
- スポーツ関連の中継・特別番組
  - ニューイヤー駅伝中継（JNN系列全国ネットで元日に放送）- 2018年から2022年まで、実況以外の役割（中継所からのリポートや選手へのインタビューなど）を担当。
    - 2018年から2020年までは、一部中継所からのリポートを担当。2018年と2020年には、中継が始まる前に、スタート地点の群馬県庁から『森田さんのニッポンの初日の出』（TBS本社からの生放送による新春特別番組）向けの初日の出リポートも任されていた。
    - 2021年と2022年には、前夜から放送される『CDTV ライブ!ライブ!年越し音楽祭』へ出演した後に中継へ合流。2021年の中継では、（TBSと一部のJNN系列局でのみ放送される）直前情報パートの進行、群馬県庁からのスタート直前リポート、初田啓介（先輩のスポーツアナウンサー）の後任で優勝チームの監督・出場選手へのインタビューを任された。同年にはクイーンズ駅伝のテレビ中継で実況デビューを果たしたが、2022年のニューイヤー駅伝中継では、実況ではなくリポーターを再び担当。
    - 英語圏出身の選手が担当区間のタイムで区間1位（区間賞）を記録した場合や、所属チームの総合優勝に貢献した場合に、当該選手に対して通訳を兼ねたインタビューへ臨むことがあった。

  - 平成スポーツあったなぁ大賞（2019年4月7日） - 『消えた天才2時間半スペシャル』（18:30 - 21:00）からのステブレレスで編成されたため、放送上は2番組連続で進行を担当。
  - マラソングランドチャンピオンシップ中継（TBSテレビ・NHK総合テレビ共同制作、2019年9月19日） -  沿道リポーター
  - 世界陸上2019ドーハ（2019年9月 - 10月） - 現地リポーター
  - 第47回JALホノルルマラソン2019（2020年1月13日、同年2月2日の10:00 - 11:00にBS-TBSで全国放送）
  - クロスカントリー日本選手権2020中継（RKBテレビ制作、2020年2月22日） - スタジオMC
  - ゴールデングランプリ陸上
    - 2020年大会で「陸上好き女子会」（テレビ中継と連動したYouTube向けの動画ライブ配信イベント）の進行[102]、2022年大会のテレビ中継でウォームアップエリアからのリポートを担当。

  - ドラフト緊急生特番!お母さんありがとう
    - 月曜日に初めて編成された2020年に、初めて進行を任された。『速報!ドラフト会議　THE運命の一日』と改題された2021年にも月曜日（10月11日）に放送されたが、前枠番組の『Nスタ』で前週（4日）から務めているニュースプレゼンターに専念。

  - 2020東京オリンピック（放送上は2021年7月23日から閉幕翌日の8月9日まで報道活動に従事） 
    - 『あさチャン!』『ひるおび!』『ゴゴスマ』や競技中継内の関連コーナー（第2代国立競技場前かIBC内の特設スタジオからの生中継）でキャスター、TBSテレビ放送分の柔道・野球競技中継（総合司会は安住）で競技会場からのリポート[注 24]、メダルを獲得した日本代表選手（総勢で約30名）へのインタビューを『あさチャン!』や『新・情報7days ニュースキャスター』（『情報7daysニュースキャスター』の当時の名称）[注 25] の生放送中にIBC内の特設スタジオで担当。
      - 野球競技準々決勝・日本対アメリカ戦（横浜スタジアム）のテレビ中継（2021年8月2日）に際しては、『Nスタ』内の全国ネット向け直前中継へ上原浩治と揃って登場したのに続いて、『よんチャンTV』（上原の地元局である毎日放送の関西ローカル向け報道・情報番組）内のローカル向け直前中継にも上原・中居正広と共に出演。日本代表のメダリストに対するインタビュー取材は、閉幕後にも『あさチャン!』向けにロケ方式で続けていた。

    - 2020東京パラリンピックの開催に際しても、『あさチャン!』のスポーツキャスターとして、日本代表選手の一部を開幕前に取材していた。開催期間中（2021年8月24日 - 9月5日）にはTBSテレビ系列で一部の競技中継やダイジェスト番組を放送しているが、自身は夏季休暇をはさんで、『あさチャン!』のスタジオから競技のルールや見どころ、競技に使用する道具、主な競技の結果、注目の選手を紹介することに事実上専念。

  - サッカー国際親善試合　パリ・サンジェルマン対川崎フロンターレ戦中継（2022年7月20日）- 中継先（第2代国立競技場）内のスタジオMC
    - 試合中は、大久保嘉人（フロンターレやサッカー日本代表などで活躍した元・サッカー選手）と竹内涼真（「2018 FIFAワールドカップ TBSスペシャルサポーター」で俳優デビューの前に東京ヴェルディのユースチームで活動）のトークを副音声向けに進行[103]。

  - WBCを今からハイパー楽しむぞスペシャル（TBSテレビの制作で2023年3月4日の14:00 - 14:54に放送） - 進行
    - 2023 ワールド・ベースボール・クラシック（WBC）の開幕前週に編成された事前収録番組で、RSK山陽放送でも同時ネットを実施したほか、前日（3日＝金曜日）の『Nスタ』で共演していたホラン千秋がパネラーの1人として出演。

  - 2024年パリオリンピック（日本時間で開幕前の7月22日から閉幕日の8月12日まで報道活動に従事）
    - セーヌ川を使用したパリ市内での開会式などの取材リポート[104]や、競技でメダルを獲得した日本代表選手へのインタビューを、TBSテレビ系列の報道・情報番組（主に『Nスタ』）向けにフランス国内の各地で担当[105]。「日比麻音子inパリ」（「TBS NEWS DIG」で7月の最終週から配信しているVlog）向けの独自取材を任されていたほか、日本のテレビ局で放送される競技中継の一部では、会場内での代表インタビューや会場周辺からのリポートにも臨んでいた[注 26]。
      - 『Nスタ』では、日本国内を拠点に活動するアスリートからこの大会での活躍が見込まれる人物を紹介する「パリ五輪へ　ゲキ推しアスリート」[注 27]を、2024年3月29日から金曜日の第0部（任意ネット枠）内で放送。この日から金曜日のメインキャスターへ再び専念するようになった日比が、「ゲキ推しアスリート」向けの取材ロケにも携わっていた。
      - フランスへ滞在している期間中の『Nスタ』での対応については、当該項で詳述。この期間に東京で実施された『オオカミ少年』（8月16日・23日放送分）の収録では、田村が「ハマダ歌謡祭」を進行していた。
- 『明日をまもるナビ』「被災地との声に耳を傾ける」（NHK総合テレビ、2024年4月7日）
  - NHKと「民放」（放送対象地域が関東広域圏である地上波民放テレビ5局）が共同で展開している「NHK民放6局防災プロジェクト」の第4弾に当たる特別企画で、能登半島地震の発生直後から取材を目的に「被災地」の能登地方へ赴いていた6局のアナウンサー（東日本大震災が発災した2021年以降の入社・入局組）から、今井翔馬（NHK）・中島芽生（日本テレビ）・山木翔遥（テレビ朝日）・田中瞳 （テレビ東京）・木村拓也（フジテレビ）と揃って出演。熊本地震の発生（2016年4月）直後に熊本県内の被災地を取材していたフジテレビの伊藤利尋（木村の上司）と、「NHKアナウンサー」としての初任局（能登地方が放送対象地域に含まれるNHK金沢放送局）で東日本大震災被災地への支援に関する取材企画へ携わっていた片山千恵子が共同で進行していた。
    - 日比自身は、収録後の2024年4月3日（水曜日）に台湾の東部で花蓮地震が発生したことを受けて、翌4日（木曜日）から急遽渡台。『Nスタ』と『ネットワークトゥデイ』（TBSラジオがJRN向けに制作している平日夕方の全国ニュース）向けの取材リポートを5日（金曜日）まで担当していたため、メインキャスターを務める同日の『Nスタ』には、取材先の花蓮市から生中継で出演していた。

TBSテレビでは上記以外にも、レギュラー（または単発）で放送されるバラエティ番組（『ニンゲン観察バラエティ モニタリング』やパイロット版時代の『オトラクション』など）のスタジオ（またはロケ）進行やナレーションを随時担当。

#### BS放送
BS-TBS限定で放送された番組のみ記載。
- サウンド・イン"S" クリスマススペシャル（2018年12月22日） - インタビュアー
- バレーボール日本代表国際親善試合～東京チャレンジ2021～日本代表対中国代表戦中継（2021年5月1日） - コートサイドリポーター兼インタビュアー
- スイモクチャンネルシリーズ
  - 『スイモクチャンネル』としての第1回（2020年4月1日）で放送された「アナウンサーのモーニングルーティン」を皮切りに、前述した「女子アナが本気で歌ってみた」や「45秒踊ってみた!」といったアナウンサー企画へ随時登場。
    - 2020年10月からは、「女子アナが本気で歌ってみた」というカラオケ企画に後輩の宇賀神・野村・篠原（いずれも当時は自身と同じく『あさチャン!』のレギュラーアナウンサー）・近藤夏子と参加。『スイモクチャンネル』シリーズにレギュラーで出演していないにもかかわらず、自身の歌った『ドライフラワー』（男性シンガーソングライター・優里の楽曲）の収録音源が、『スイモクちゃんねる』に改題後の2021年4月から最終回（同年9月23日）までエンディングで流れていた[106]。
- オトナを楽しもう 春のよいの日 生放送スペシャル（前述した「よいの日WEEK」のメイン・プログラムとして2023年4月1日の19:00 - 20:54に放送）- 進行
  - 「TBSブランチパーク」（『王様のブランチ』のプロデュースによるTBS放送センター付近のレストラン）を舞台に、ロケを主体に構成されるBS-TBSのレギュラー番組（『おんな酒場放浪記』『吉田類の酒場放浪記』『町中華で飲ろうぜ』『美しい日本に出会う旅』など）の主な出演者と飲酒を楽しむことを想定した特別番組で、総合司会を薬丸裕英が担当[107]。
- Bizスクエア（2024年8月31日・11月9日） - キャスター
  - 本来のキャスターである宇内の休演に伴う代行。生放送の時間帯が『王様のブランチ』と重複しているが、代演当日の同番組では、若林が進行することが当初から決まっていた。

#### ラジオ
- ジェーン・スー 生活は踊る（前述）
- THE FROGMAN SHOW A.I.共存ラジオ好奇心家族（2017年10月6日 - 2018年3月30日、金曜アシスタント）
  - 2018年3月には、内包コーナーの「BOAT RACE presents ハライチ岩井 ダイナミックなターン!」で、「ボートレース初心者」の立場から岩井勇気（ハライチ）のパートナーも務めた[108]。
- サンドウィッチマンの週刊ラジオジャンプ（2017年7月2日未明 - 2018年12月30日未明、ナレーション）
- 都市型生活情報ラジオ 興味R（2017年9月18日ほか）
- 伊沢拓司のクイズ年録2020（2020年12月24日） -  先輩アナウンサーの杉山真也と共に進行を担当
- アシタノカレッジ
  - 「ちょっといいこと短歌」（月曜日）スタジオパートナー：2022年2月21日[109]
    - 2022年末まで放送されていた短歌の投稿企画。同僚のアナウンサーもパートナーを随時務めていたほか、自身がスタジオへ出演しない週に、自作の短歌がパーソナリティのキニマンス塚本ニキから紹介されることがあった。

  - 「アシタノChat Lounge」（水曜日）ニュースリーダー：2023年4月5日 - 2023年9月20日
    - 水曜日の『アフター6ジャンクション』へ出演している場合[注 28]に、放送日までの1週間の日本における社会の動向・状況について、番組側で選んだ3項目のトピックスを紹介する[110]目的で放送の当日（同番組の本番前後）にナレーションを収録[111]。
    - 「アシタノChat Rounge」は2023年9月25日（月曜日）、『アシタノカレッジ』自体は同月28日（木曜日）をもって放送を終了。これを機に『アフター6ジャンクション』が『アフター6ジャンクション2』と改題したうえで『アシタノカレッジ』の最終放送枠（月 - 木曜日の22:00 - 23:30）を引き継ぐことから、放送上は当該時間帯の生放送番組へのレギュラー出演を『アフター6ジャンクション2』の（第4週を除く）火曜パートナーとして継続している。
- JRN・TBSラジオ報道特別番組『開票ライブ!参院選2022』（2022年7月10日） -  第1部（TBSラジオでは20:00 - 翌11日の1:00に生放送）の司会を荻上チキと共同で担当[注 29][112]
  - TBSラジオで平日の夕方に『アフター6ジャンクション』（『アトロク』）の本番開始10分前（17:50）まで関東ローカル向けに放送されている『荻上チキ・Session』（荻上がメインパーソナリティを務める報道系の生ワイド番組）[注 30]をベースに制作された開票特別番組で、放送中には主要政党幹部へのインタビューも担当。上記の時間帯に関東地方（1都6県）のAM・FMラジオ20局からradikoを通じて実施していた放送番組のサイマル（ライブ）配信において、時間帯平均のシェアが全20局中1位（25.1%）を記録するなど大きな反響を呼んだ（当該項で詳述）[113]。
- 朗読のミカタ（平日の午後に放送されていたJRN全国ネット向けの事前収録番組）
  - 2022年12月26日（月曜日） - 30日（金曜日）：「2022年を代表する楽曲の歌詞」
    - 『アトロク』のパートナーを務めているTBSテレビのアナウンサーでは最も遅い時期での出演ながら、2022年の最終週に放送されることを前提に、「2022年を代表する」という観点で選ばれた楽曲[注 31]の歌詞を朗読。2023年1月から週4日（月 - 木曜日）の放送へ移行[注 32]することに伴って、2022年内の最終回（12月30日）で金曜分の放送を終了したため、金曜日および週5日の放送体制における最後の出演者にもなった。

  - 2023年3月16日（木曜日）：ドキュメンタリー映画『War Bride 91歳の戦争花嫁』[114]の中で紹介されている手紙の朗読
    - TBSテレビのプロデューサーとして『半沢直樹』などのドラマを手掛けていた川嶋龍太郎が、「第二次世界大戦の終戦から5年後（1951年）に、自身の伯母（日比にとっては横浜雙葉学園での大先輩に当たる女性）が（大戦中の日本では『敵国』とみなされていた）アメリカから日本に駐留していた軍人との結婚を経て20歳で渡米した」という実話を基に、当時の世相を物語る映像などを交えながら制作した作品。この作品を上映する「TBSドキュメンタリー映画祭2023」が、放送の翌日（3月17日）からヒューマントラストシネマ渋谷で開催されることに合わせて収録された[115]。ちなみに、劇場版では山根基世が朗読とナレーションを担当[116]。
    - 基本として1週分の朗読を1名が担う番組で、2023年3月30日（木曜日）に放送を終了。ただし、上記の朗読が放送された週（3月13日・14日・16日）には、「別の朗読者（山本匠晃）が別のテーマ（映画の興行収入）というテーマで2日分（13日・14日）の朗読を担当する」という番組史上唯一の措置も講じられていた。
- 関東電気保安協会 presents スガシカオ25th ANNIVERSARY RADIO -tomoshibi-（2023年2月3日） - スガシカオの紹介ナレーション
  - TBSラジオが金曜日の20時台に編成した関東ローカル向けの特別番組。放送の時点では『アトロク』（前述した「アトロク フューチャー&パスト」）をJRN14局ネットで編成している時間帯に当たっていたため、この日の『アトロク』では、20時台限定でネット全局への裏送りを実施した。
- パンサー向井の＃ふらっと（2023年5月18日・2023年11月23日、 いずれも高橋ひかるが「パートナー」・喜入が「アシスタント」という肩書で事実上のパーソナリティを務める週の木曜日）
  - 2023年5月18日放送分への出演については後述。同年11月23日（勤労感謝の日）には、「いいつまみ（1123）の日」でもあることにちなんで酒に合うつまみを「ふらっとトピック」（午前9時台のコーナー）で紹介する[117]など、ほぼ全編にわたって出演している[118]。
- 西加奈子×ジェーン・スー『わたしに会いたい』発売記念 特別対談『I miss me』（2023年11月23日）
  - 西が執筆した小説『わたしに会いたい』が2023年11月2日に発売されたことを受けて収録された特別番組で、『アフター6ジャンクション2』木曜分の放送枠に編成。日比は進行のナレーションに加えて、『わたしに会いたい』から一節の朗読を任されていた。
- アシスタント森本（2024年の新春特別番組）
  - 「『新米パーソナリティ』（浜口京子・コウメ太夫など4名）のアシスタントを森本晋太郎（トンツカタン）が務める番組は、『ラジオ番組』として成立するのか?」というテーマで2023年内に収録されたドキュメント系バラエティ番組[119]。放送時間は1時間で、TBSラジオが2024年1月1日（月曜日）の16:00から放送した後に、秋田放送・北日本放送・山梨放送で時差ネットを順次実施することが予定されていた。
  - TBSでは、1月1日の放送中に令和6年能登半島地震（前述）が発生したことを受けて、16:12頃から地震関連のニュース速報を挿入。後に（北日本放送の放送対象地域である富山県など）広い範囲で緊急地震速報や津波警報が出される事態に至ったため、『アシスタント森本』の放送を中断したまま緊急報道体制へ移行した[120]。その一方で、秋田放送では当初の予定に沿って当日の20:00 - 21:00、山梨放送では翌2日（火曜日）の15:00 - 16:00に完全版を放送。さらに、地震の発生に関連した警報や注意報が2日の10:00までにすべて解除されたことを踏まえて、北日本放送でも同日の15:00 - 16:00に放送した。なお、TBSでは1月22日の2:00（21日の26:00）から振り替え放送を実施している[121]。
- 森本毅郎・スタンバイ!（2024年9月5日）
  - 本来のパーソナリティ（森本毅郎と遠藤泰子）が夏季休暇を取得したことに伴って、武田砂鉄とのコンビでパーソナリティを代行。前述した『あさチャン!』の最終回からおよそ3年振りに、平日早朝の生放送番組を進行していた。

#### オンデマンド配信
- すっぴんオンデマンド（2016年12月16日 - 2018年3月20日） - 同期入社の伊東・山本恵里伽と共演

### YouTube
- English Room - 2022年に「TBS NEWS DIG」の公式チャンネルから3回にわたって動画をライブ配信
  - 主に日本国内で英語を学んでいた経験を背景に、小学4年時から高校2年時までアメリカ合衆国のジョージア州で生活していた出水麻衣（先輩アナウンサー）を「先生」として、英会話や海外旅行などに重宝しそうな表現を直近のニュースや双方の体験からおよそ1時間にわたって紹介。第1回の配信（2022年2月23日）をはじめ、一部の回ではTBS NEWS (CS放送) の『あかさか実験室』（単発番組枠）でサイマル放送を実施していた。

### TBS入社前
- おかあさんといっしょ（前述、出演時点での制作局名はNHK教育テレビ）
- 日替わりセントフォース（BSスカパー!、2015年1月22日・2月22日・3月12日）
  - セントフォースの関連会社であるスプラウトへ所属していた時期（青山学院大学3年時）に、スカパー!からのインフォメーション、旬の食材、天気予報を紹介するコーナーを担当。
- 今夜くらべてみました「青山学院出身トリオ」（日本テレビ、2015年2月17日）
  - 青山学院大学出身のフリーアナウンサー（ホラン千秋、2007年度「準ミス青山学院大学」受賞者で2014年9月までTBSテレビに勤務していた田中みな実、2009年度「ミス青山学院大学」受賞者の新井恵理那）をスタジオゲストに迎えた企画の学内ロケで、当時「準ミス青山学院大学」を受賞したばかりの現役学生として、ESSでの2年後輩だった井上清華[注 33] と共に徳井義実（チュートリアル）からインタビューを受けた模様を放送[122]。

## その他の活動
特記しない限り、TBSテレビ入社後の主な活動を記載。
イベントでの司会
- Sony Music Records×TBS Presents「Voice JAM」（2018年8月3日、duo MUSIC EXCHANGE) 
  - 2020年3月21日に、BS-TBSでダイジェスト番組を放送。
- TBS DigiCon6 - 2019年から「JAPAN Awards」の授賞式などで担当（詳細前述）。2023年には、アジア全域からの応募作品を対象に審査する「Digicon6 ASIA」でも、授賞式の司会を初めて任された。
- CDTV ライブ!ライブ!フェスティバル!2021（2021年9月19・20日、東京ガーデンシアター)
- CDTV ライブ!ライブ!フェスティバル!2022（2022年9月17・18日、同上)
  - 『CDTV ライブ!ライブ!』が初めて手掛けるライブイベントで、全ての公演日でParaviから動画の有料ライブ配信を実施。
- JapanEventWeek2022「第9回ライブ・エンターテイメントEXPO」（2022年7月1日、東京ビッグサイト）
  - 当日は金曜日で、『ひるおび』のアシスタントに続いて、「ライブ・エンターテイメントxSDGs」（西川貴教とSUGIZOによるトークセッション）の「モデレーター」（進行役）を担当[123]。
- 『吉田類の酒場放浪記』放送20周年記念ファンの集い Vol.1（2023年9月9日、新宿ロフトプラスワン）
  - 当日は『王様のブランチ』担当週の土曜日であったため、開催の前には、同番組の特別企画として組まれていた東京ディズニーリゾートからの生中継も進行していた。

報道・啓発活動関連のCMやPR映像
- TBS SDGs（2022年12月からTBSラジオで放送）
  - TBSグループによるSDGs達成への取り組みを紹介する啓発CMで、前述した『SDGsジャンクション』などと合わせて「地球を笑顔にするWEEK」（TBSグループがSDGsの達成に向けて2020年11月から展開しているキャンペーン）と連動。
  - 本人は、「地球を笑顔にするWEEK」の開始当初から2022年度まで「17人のTBSアナウンサー」の1人としてSDGs第7の目標（「エネルギーをみんなに」）の啓発活動へ参加した後に、同局の女性アナウンサーから初めて2023年度に「キャンペーン大使」へ名を連ねている。なお、「キャンペーン大使」としては本来の担当番組や『東大王』に加えて、以下の番組にも関連企画で出演。
    - 「2023春」以降：『ひるおび』
      - 金曜日の午前枠：「2023春」（2023年5月19日）・「2023秋」（2023年11月10日）・「2024春」（2024年5月3日）
        - 「地球を笑顔にする広場」（赤坂サカス内のキャンペーン関連イベント会場）からの生中継リポートで、総合司会を務める『Nスタ』の本番前に出演[124]。

      - 木曜日の午後枠：「2024春」（2024年5月2日）
        - 電気自動車（EV）による集客施設への来場者限定特典の紹介を兼ねて、鳥海高太朗（千葉県出身の航空・旅行アナリスト）などが運転するEVで県南部（南房総）の観光スポットを巡ったロケ企画を放送。

    - 「2023春」（2023年5月14日）：『アッコにおまかせ!』
      - SDGsの達成に向けたセブンイレブン（キャンペーンパートナーの1社で当時のセブン&アイHDが運営）の取り組みを、前述した「おまかせ!コレキテル」枠の特別企画で取材[125]。

    - 「2023春」（2023年5月18日）：『パンサー向井の＃ふらっと』（TBSラジオ）
      - 「パンサー向井」（メインパーソナリティの向井慧）と高橋ひかる（当時の木曜パートナー）が自身と共に『一緒にやろう SDGsの日』（後述する特別番組）内の「東大王」（生放送によるクイズパート）で「オールTBSチーム」の一員として参加することを背景に、このパートへの予習を兼ねた「地球にもみんなにもやさし～いSDGsクイズ」の出題役として、『アフター6ジャンクション』出演の翌朝（木曜日）に「ふらっとトピック!」と「ふらっとひとやすみ」（いずれも午前9時台のパート）へ生出演[126]。

    - 2023年5月20日（「2023春」の最終日）：『一緒にやろう SDGsの日』（TBSテレビ系列における「2023春」のクロージング・プログラム）
      - TBSテレビ系列の全局で14:00から8時間放送された特別番組で、生放送パートの大半（前述したクイズパートや18時台に組まれていた『Nスタ』とのコラボレーションパートなど）に出演。出演しないパートでも、閉眼供養を終えた墓石の再利用に関するロケ取材の映像[注 34]が「TBS"生放送の顔"大集合!!」（『Nスタ』を代表してホラン千秋が出演していた15時台の生放送パート）で流されたほか、「ごみアートショー」（21時台）における赤坂サカス広場からの生中継で「実況」を担当した。

    - 「2023秋」（2023年11月9日）：『news23』
      - 水素エネルギーの最前線に関するロケ取材の報告を目的に、「SDGsキャンペーン大使」という肩書でスタジオに初登場。

    - 「2024春」（2024年5月4日）：『超こどもの日 2100年まで生きる君へ』（16:00 - 20:00に生放送の特別番組）
      - 当日はこどもの日の前日（みどりの日）で、『王様のブランチ』を担当する週の土曜日でもあったが、同番組の本番終了2時間後から「キャンペーン大使」の1人として公開生放送に参加。また、放送中にTBS放送センター内のスタジオで開かれた「リメイクファッションショー」に『Nスタ』が協力することを受けて、放送時点でのキャスター陣を代表して「着なくなった衣服」をホラン千秋と共に提供した。
- TBS NEWS DIG「16日分の天気予報を先取り」編（2023年2月18日から『JNN NEWS』の全国ニュースパート内などで放送）
  - スマートフォン向けアプリケーションの大幅なアップデート（2022年10月）によって、日常生活と密接に関連した気象情報を配信するサービスが増強されたことを紹介する目的で出演[127]。
  - 上記のアプリケーションの一種である「NEWS DIG防災」では、人命に関わる防災情報（緊急地震速報、津波警報、大津波警報、大雨特別警報など）を伝える際に流していた機械的な通知音を、2023年9月から日比と井上貴博によるアナウンス音源へ変更した。日比はこの音源の収録後に、「『人の声だからこそ伝わる力がある』と信じながら、1人1人の生命を守るために、短くても強い一言になるよう心を込めた」とのコメントを残している[128]。
- 国連広報センター「民放NHK6局連動『1.5℃の約束　いますぐ動こう、気温上昇を止めるために。』」（TBSテレビの代表として2023年度から参加）
  - 世界の平均気温の上昇を産業革命以前に比べて「1.5℃」に抑えることの必要性に対する理解と、地球全体の気候変動へ歯止めを掛けることに向けた行動の変容を個人や組織に促すべく、国際連合（国連）と（TBSテレビを含む）日本国内の「SDGメディア・コンパクト」加盟企業が2022年から共同で推進しているキャンペーン[129]の一環として2022年度から展開。同年度のみTBSテレビから国山ハセン（当時『news23』でキャスターを務めていた先輩アナウンサー）が参加していたが、本人が2022年末で退社したことを受けて、2023年度から「地球を笑顔にするWEEK」のキャンペーン大使と合わせて役割を引き継いでいる。実際には、NHKや他の「民放局」（関東広域圏を放送対象地域に定めている在京民放テレビ局）のアナウンサーと共に、YouTube向けのキャンペーン動画[注 35]やNHKによる同名の特別番組（NHK放送センター内での収録を経て毎年9月に全国放送）へ出演。
    - 2023年度の特別番組（2023年9月24日に本放送）には、 高瀬耕造（NHK大阪放送局に所属するチーフアナウンサー）・鈴江奈々（日本テレビ）・山口豊（テレビ朝日）・松丸友紀（テレビ東京）・安宅晃樹（フジテレビ、いずれも収録時点での所属局で記載）と揃って出演[130]。TBSグループで取り組んでいるペーパーレス施策の一環として、『Nスタ』『ひるおび』『news23』で使用するニュース原稿や進行表を、同年5月からデジタル配信（タブレットのモニターを介して表示・加筆・修正させる方式）へ完全に移行させていることを紹介した[注 36]。鈴江は収録の時点で毎週木・金曜日に『news every.』（日本テレビ系列における『Nスタ』平日版の裏番組）のメインキャスターを担当していたが、この収録を通じて、本人が「絶対にない」と思っていた日比（『Nスタ』金曜日のメインキャスター）との番組共演が初めて実現している[131]。
    - 2024年度には、 高瀬（NHK大阪放送局）・後呂有紗（日本テレビ）・森山みなみ [注 37]（テレビ朝日）・佐々木明子 [注 38]（テレビ東京）・倉田大誠（フジテレビ）と揃って、キャンペーン動画とNHKでの特別番組（2024年9月29日に本放送）に出演[132]。
- TBS TVerセールス「日比麻音子アナウンサー編」（2024年4月からTVerとYouTube限定で配信されているPR動画）
  - TBSテレビがTVerから配信している動画向けにCMを出稿するスポンサーを募集する目的で、「流すなら‥」をテーマに、「江藤愛アナウンサー編」「田村真子アナウンサー編」と合わせて制作。

映画
- スマホを落としただけなのに（2018年劇場公開、東宝） - スマホから流れる声だけの出演
- だから私は前を向く　萌々花20歳（「難病と私　萌々花20歳」の映画版で『TBSドキュメンタリー映画祭2022』参加作品） - ナレーター
- 骨噛み（2021年制作の短編アニメーション作品、監督：矢野ほなみ）- 音声ガイド向けの台本の執筆・ガイドのナレーションを担当[133]
  - 2021年に「DigiCon ASIA」をはじめ、数々の国際映画祭でグランプリを受賞。シネマ・チュプキ・タバタ限定のバリアフリー上映（2022年9月22 - 26日）に合わせた音声ガイドの制作に際して、「横浜雙葉学園の高等部時代に演劇部の脚本で手掛けて以来」という台本の執筆を、ガイドのナレーションと合わせて引き受けた[134]。上映期間終了2日後（9月28日＝水曜日）の『アトロク』では、「日本のラジオ番組で初めての試み」（放送上の呼称は「フル上映」）と銘打って、実際に提供された音声ガイドの音源を全編にわたって「BEYOND THE CULTURE」（20時台の特集コーナー）で放送している[135]。シネマ・チュプキ・タバタでは、2023年の再上映（3月16日 - 30日）に際しても、このガイドを提供[136]。

雑誌への寄稿
- 月刊『ユリイカ』（青土社）2018年12月号（特集＝雲田はるこ号）[注 39]「『いとしの猫っ毛』みいくんと恵ちゃんに感謝したいこと。」
  - 『いとしの猫っ毛』（雲田が手掛けたBL漫画）について、横浜雙葉学園への在学中に抱いていた恋愛観を交えながら、「BL初心者」の立場から感想を綴ったエッセイ。自身の執筆による文章を「TBSアナウンサー　日比麻音子」という名義で公表したことは、個人アカウントを開設しているSNSを含めても、このエッセイが初めてである。
- 『月刊ワイン王国』別冊「ビール王国」Vol.32（ワイン王国、2021年10月14日刊行） - 「特別寄稿 忘れられないペアリング・エピソード1」（25ページ）
  - 飲酒に関する『アトロク』での企画や発言を『ビール王国』（『月刊ワイン王国』の別冊扱いで年に4回発売されている季刊誌）の編集者が聴取していたことがきっかけで、「ビールとペアリング（相性の良い食事の組み合わせ）」というテーマに沿ったエッセイの執筆を依頼。この依頼を受けて、TBSテレビ入社1年目の夏季休暇中に石垣島で味わったオリオンビールと石垣牛料理の思い出を綴った一文を署名入りで寄稿した[137][138]。
- 『Sha Shin Magazine vol.3 Spell』（ふげん社、2023年1月20日刊行）  - 打林俊（副編集長で写真史家・写真評論家）などと共にエッセイを寄稿
  - 日比が寄稿したエッセイのタイトルは「わたしを解き放つ一枚」で、出生直後の姿が祖母・実母と共に映っているモノクロ写真と合わせて174 - 175ページに掲載。
    - 打林は『アトロク』のリスナーで、「日比が2021年の誕生日に際して、『MASAHISA FUKASE』（「写真家・深瀬昌久の集大成」とされる作品集）を宇多丸から贈られた」[注 40]というエピソードを誕生日前週（6月30日）の放送[139]で知ったことをきっかけに、このエピソードを『写真集の本 明治～2000年代までの日本の写真集662』（当時執筆していた飯沢耕太郎との共著書で同年10月5日にカンゼンから発売）の「著者紹介」（210ページ）へ日比・宇多丸の実名入りで加筆。『写真集の本』の刊行直前（9月22日）からは、写真に関する書籍やイベントに関する特集を『アトロク』水曜日の「CULTURE TALK」（18時台後半のコーナー）で取り上げるたびに、同コーナーのゲストとして日比と共演している[140]。

新聞でのインタビュー特集
- 『日刊スポーツ』2023年3月26日付（文化・芸能面）「日曜日のヒロイン」 
  - 『Nスタ』月・火・金曜日「総合司会」就任の前日に掲載されたため、紙面には（取材を受けた時点で担当していた）「『Nスタ』金曜キャスター」という肩書で登場。関係者を代表して、宇多丸がコメントを寄せていた。
- 『毎日新聞』東京本社発行版朝刊（芸能面）「赤坂電視台」（2023年3月27日 - 29日）[141][142][143]
- 『スポーツニッポン』2023年12月3日付（文化・芸能面）「あの人のモチベーション　夢中論」
  - 「午前1時にTBSテレビへ出勤する日々だった」という『あさチャン!』のキャスター時代から、週1回ペースの散歩で心身のリフレッシュを図っていることを、「『ウォーキング』というより『徘徊』に近い」という表現を交えながら告白[144] 。
- 『デイリースポーツ』2024年1月4日付（芸能・社会面）「アナ番D」
  - 飲酒（『おんな酒場放浪記　よいの日WEEKスペシャル』向けのロケなど）にまつわるエピソードを披露しながら、「『女子アナ』という（世間での）イメージの壁を超えたくて戦い続けてきた」というアナウンサー生活を回顧[145]
- 『サンケイスポーツ』2024年2月4日付（芸能面）「ヒューマン」
  - 『おんな酒場放浪記』2024年最初のロケ（同年2月9日本放送分）への密着取材記事で、ロケ中に飲む酒をつまみに合わせて自分で選んでいることを、ロケに立ち会っていた尾賀達朗（当時のチーフプロデューサー）が証言[146] 。

定期刊行誌への登場
- 『ビッグコミックスピリッツ』（小学館）2020年2月10日号 - 巻頭グラビア[147]
- 『B.L.T.』（東京ニュース通信社）2021年8月号 - 「ANA-LOG」
- 『FLASH』（光文社）2022年2月1日号 - 巻頭グラビア「日々、バキ酔い」[48]

定期刊行誌以外の雑誌媒体への登場
- 美学生図鑑 - 青山学院大学への在学中に登場
- 文春ムック「『週刊文春』グラビア特別編集 原色美人キャスター大図鑑2015」（文藝春秋、2015年2月12日刊行） - 刊行の時点で青山学院大学とスプラウトに在籍していたため、「現役女子大生キャスター」の1人として91ページで紹介。
- 『アトロクプレゼンツ　高校演劇ZINE』シリーズ - 「Vol.1」（2022年2月に初版が刊行された第1号）のみ単独でのインタビュー記事、「Vol.2」（2021年11月刊行の第2号）以降の号で高校演劇経験者との対談記事に登場。
  - 『アトロク』の水曜日で高校演劇やZINE（個人や小規模なグループが非営利で制作する出版物）を特集したことをきっかけに、澤田大樹（日比と同じく高校演劇への造詣の深いTBSラジオ国会担当記者）の監修で制作が始まった部数限定の同人誌。第1号を2020年2月10・11日開催の「RADIO EXPO ～TBSラジオ万博2020～」会場（パシフィコ横浜）などで販売したところ短期間で完売したため、増刷分および、第2号の初版からは主に「TBSショッピング」（TBSグループが運営する通信販売サイト）で取り扱っている[148]。さらに、2023年以降も年に1冊のペースで刊行。
  - 新型インフルエンザ等対策特別措置法に基づく緊急事態宣言が日本国内へ最初に発出された2020年4月には、不要不急の外出の自粛が宣言下で要請されていたことを踏まえて、自身も「外出自粛新聞」というZINEを（号外を含めて）4号制作した（『アトロク』のアーカイブページ 限定で公開）。

一日警察署長
- 赤坂警察署（2018年4月8日）[149]
- 原宿警察署（2019年5月4日）[150]